# Crinum hardyi
Crinum hardyi är en amaryllisväxtart som beskrevs av Lehmiller. Crinum hardyi ingår i släktet Crinum, och familjen amaryllisväxter. Inga underarter finns listade i Catalogue of Life.